# Pokrajina Barletta - Andria - Trani
Pokrajina Barletta - Andria - Trani (v italijanskem izvirniku Provincia di Barletta-Andria-Trani [provìnča di barlèta àndria tràni]) je ena od šestih pokrajin, ki sestavljajo italijansko deželo Apulija. Nahaja v osrednji severni Apuliji . Meji na severu z Jadranskim morjem, na vzhodu s pokrajino Bari, na jugu z deželo Bazilikata in na zahodu s pokrajino Foggia. Glede na popis 2001 ima 383.018 prebivalcev.
Funkcijo glavnega mesta si delijo tri mesta: Barletta, Andria in Trani. Zato je edina italijanska pokrajina z več kot dvema prestolnicama. Ozemlje je bilo prej razdeljeno med provinci Bari in Foggia.
Ustanovljena je bila leta 2004 in dejansko aktivirana z volitvami junija 2009.

## Večje občine
Glavna mesta so Barletta, Andria in Trani; ostale večje občine so (podatki 2011):
| Občina                   | Prebivalcev |
| ------------------------ | ----------- |
| Andria                   | 100.232     |
| Barletta                 | 94.656      |
| Bisceglie                | 54.847      |
| Trani                    | 53.950      |
| Canosa di Puglia         | 31.115      |
| San Ferdinando di Puglia | 14.894      |
| Trinitapoli              | 14.551      |
| Margherita di Savoia     | 12.465      |

## Naravne zanimivosti
Značilnost pokrajine je geološka oblika terena, ki se postopoma spušča proti morju, čemur domačini pravijo gradinata, to je stopnišče. Najvišja stopnica je Murgia, ki ne doseže niti 700 metrov nadmorske višine. Je skalnato kraško področje brez površinskega vodovja in poraslo z gozdovi. Naslednja stopnica je rodovitno in skrbno obdelano ozemlje, ki se pa kmalu spusti v najnižjo stopnico, ki je najbolj obširno mokrišče v Italiji. Tu so predvsem soline, znane še iz tretjega stoletja pr. n. št., ki ponekod segajo do 5 km v notranjost.
V pokrajini je zaščiteno področje Narodni park Alta Murgia (Parco Nazionale Alta Murgia)

## Zgodovinske zanimivosti
Pokrajina je bila ustanovljena leta 2004 z odcepom sedmih večjih občin od pokrajine Bari in treh manjših od pokrajine Foggia. Mesto Andria, ki šteje največ prebivalcev, leži v notranjosti ozemlja, blizu državne ceste št. 14, ki je ena od italijanskih magistral v smeri sever/jug. Ostala tri velika mesta (Barletta, Trani in Bisceglie) ležijo na Jadranski obali. Od vseh štirih se samo Bisceglie ni potegovalo za status glavnega mesta novonastale pokrajine, zato je bil sprva sprejet načrt, ki je predvideval nastanek novega administrativnega centra pokrajine. V središče trikotnika Andria/Barletta/Trani bi morali biti postavljeni vsi uradi administracije, sodstva, javne varnosti in zdravstva, okoli katerih naj bi po predvidevanjih v kratkem zrasla "prestolnica". V pričakovanju, da se futuristični načrt izvede, so bili uradi začasno nameščeni po raznih lokacijah v treh mestih. Toda kmalu je postalo jasno, da zahteva izvedba načrta preveč sredstev in zamisel o novem glavnem mestu se ni uresničila. Decembra 2007 so bile uradno določene lokacije nekaterim javnim uradom: v mestu Andria za prefekturo in finančno službo, v mestu Barletta za kvesturo in zdravstvo, v mestu Trani za karabinjerje in javno varnost. Kar praktično potrjuje, da gre za prvo italijansko pokrajino s tremi glavnimi mesti.